# Hydroeciodes mormon
Hydroeciodes mormon là một loài bướm đêm trong họ Noctuidae.